# Raizō Ichikawa VIII.

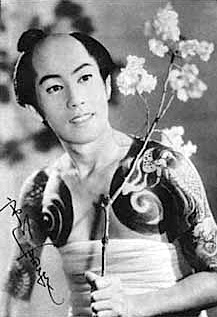
Raizō Ichikawa VIII. in Jinanbō Hangan (1955)

Raizō Ichikawa VIII. (japanisch 八代目 市川雷蔵, Hachidaime Ichikawa Raizō; * 29. August 1931 in Kyōto; † 17. Juli 1969 in Tokio) war ein japanischer Film- und Kabuki-Schauspieler.

## Leben und Wirken
Raizō Ichikawa wurde ein Jahr nach seiner Geburt wurde er vom Kabuki-Schauspieler Ichikawa Kyūdanji (市川 九団次) adoptiert. 1951 wurde er von Ichikawa Jukai (市川 寿海), einem berühmten Schauspieler des Kansai Kabuki, adoptiert. Von diesem erhielt er seinen Künstlernamen. Nachdem er als Kabuki-Schauspieler gearbeitet hatte, kam er 1954 zum Filmunternehmen „Daiei“ (大映) und gab im selben Jahr sein Filmdebüt mit The Great White Tiger Platoon (花の白虎隊, Hana no byakkotai). Es folgte 1955 Die Samurai-Sippe der Taira (新・平家物語) unter der Regie von Mizoguchi Kenji.
Die bekannte „Ninja-Serie“ (忍びシリーズ), die sich durch ihre elegante Schönheit und cooles Schauspiel auszeichnet, beginnt mit Shinobi no mono (忍びの者) (1962). Ichikawa spielte ebenfalls in dem Film Nemuri Kyōshirō: Sappōchō (眠狂四郎殺法帖) (1963) mit, dem ersten der japanischen Samurai-Filmserie Nemuri Kyōshirō von Shibata Renzaburō (柴田 錬三郎; 1917–1978). Hauptsächlich spielte er wichtige Rollen in historischen Dramen, aber er trat auch moderne Dramen auf, wie in Ichikawa Kons (市川 崑) In Flammen (炎上) aus dem Jahr 1958, Der Ausgestoßene (破戒) 1962 und Ken (剣) 1964. Raizō Ichikawa VIII. starb 1969 an Krebs.